# Chromosom Filmproduktion
Die Chromosom Filmproduktion wurde 2006 von dem Produzenten Alexander Wadouh mit Sitz in Berlin gegründet. Das Ziel ist die Entwicklung und Produktion von nationalen und internationalen Kinofilmen mit einer politischen Haltung und Zeitgeist. Mit dem Erfolg des Films Oh Boy, der in Zusammenarbeit mit der Schiwago Film entstand, erreichte die Chromosom Filmproduktion Aufmerksamkeit in der deutschen und internationalen Filmindustrie.

## Alexander Wadouh
Im Jahre 2006 gründete Alexander Wadouh die Chromosom Filmproduktion, um nationale und internationale Projekte für sämtliche Distributionskanäle zu entwickeln und zu produzieren. Seit 1999 arbeitet er in der Filmindustrie in verschiedenen Bereichen der Herstellung. 2003 begann er sein Studium der Filmproduktion an der Deutschen Film- und Fernsehakademie Berlin (dffb). Von 2006 bis 2009 arbeitete er für die Produktionsfirma Essential Film an mehreren internationalen Arthouse-Kinofilmen sowie für den französischen Weltvertrieb Coproduktion Office.

## Filmografie (Auswahl)
- 2010: Nachsitzen (Kurzfilm, Regie: Anika Wangard)
- 2012: Oh Boy (Regie: Jan-Ole Gerster)[3]
- 2012: Wonderland (Kurzfilm, Regie: Peter Kerek)
- 2012: Crashkurs (Regie: Anika Wangard)
- 2013: "White Shadow" (Regie: Noaz Deshe)